# نوی وولمشتورف
 (به آلمانی: Neu Wulmstorf) یک منطقهٔ مسکونی در آلمان است که در هاربورگ واقع شده‌است.

## خواهرخوانده
شهر Nyergesújfalu خواهرخواندهٔ نوی وولمشتورف هست.